# Luc Robet
Pour les articles homonymes, voir Robet.
Né le 17 décembre 1913 à Lisbonne d'un père sous-lieutenant d'infanterie tué en septembre 1914 et d'une mère d'origine britannique, Luc Robet était un officier résistant français qui s'est distingué au sein des réseaux Hector, Alliance et au sein de l'Organisation de Résistance de l'Armée pendant l'Occupation. Arrêté puis torturé, il sera déporté au camp de Neuengamme en 1944. il est libéré un an plus tard. Lors de l'élection municipale de 1959, bien que n'y résidant pas, il est élu maire de la commune de Poullan-sur-Mer, service qu'il ne quittera plus jusqu'en 1977. Il meurt le 11 août 1992 à Poullan.
Son parcours illustre l'engagement de très nombreux royalistes et monarchistes dans la Résistance, tant intérieure que dans la France Libre.

## La formation et les Camelots du Roi
Il a souvent été écrit que Luc Robet vient des Camelots du roi. C'est exact mais insuffisant pour expliquer son engagement.[réf. nécessaire] Il est d'abord issu d'une famille profondément catholique et royaliste, très marquée par le catholicisme social (Léon XIII, le marquis de La Tour du Pin). Son rejet de la République et sa passion pour la chouannerie le poussent à créer alors qu'il est adolescent "les compagnons de Cadoudal", groupe dont plusieurs membres le suivront dans la Résistance. Il dira que l'histoire de ce chef chouan lui a donné les bases de son organisation en réseau cloisonné. Très cultivé et passionné par la politique européenne, il lit en 1933 le livre prophétique de Ludwig Bauer : « La guerre est pour demain ». Il fait alors plusieurs conférences autour de Nantes pour alerter sur l'inéluctable conflit. À partir de cette période, une grande part de son énergie est consacrée à cette guerre que selon lui le régime républicain, ne sera pas en mesure d'éviter.

Entré très jeune dans le mouvement, les Camelots du Roi sont pour lui un cadre où peut s'exprimer son caractère fougueux, une école de formation y compris à l'affrontement physique, un réseau de contacts. En 1940, Luc Robet est chef-adjoint des Camelots de Bretagne.

## Résistance
Dès sa démobilisation en novembre 1940, il devient membre du réseau Hector du colonel Heurtaux. Il demande aux Camelots et ligueurs de Bretagne de se joindre au mouvement résistant. Ceux-ci joueront un rôle déterminant dans les opérations de résistance et en particulier pour cacher des armes et des personnes recherchées.
Après Hector, on le retrouve au sein du réseau Eleuthère dans le cadre de Libération-Nord. Sa maitrise de l'anglais facilite ses contacts avec les services  secrets britanniques dont il est enregistré comme officier.
Puis, il devient chef départemental du Réseau ORA dans le Finistère,. Adjoint de Guy Faucheux, chef régional de Turma-Vengeance en Bretagne, il est aussi membre du réseau Alliance. Un regroupement des réseaux non communistes s'opèrent alors localement. Il agit sous les noms de Fanch le Gavre et Fanch Kergoat pour les opérations qu'il mène. C'est au cours d'une de ses opérations, qu'il est arrêté pour la seconde fois le 20 janvier 1944 à Rennes avec André de Freslon. Torturé à la prison Jacques-Cartier, il est déporté le 29 mai 1944 de Compiègne au camp de Neuengamme sous le matricule 30383. Il y  adopte le pseudonyme de Tristan. Plus tard, il sera déporté au camp de Fallersleben-Laagberg. Secret sur cette période de dénuement total et de souffrance quotidienne, il dira cependant plus tard qu'il a fait en camp de concentration l'expérience mystique de la liberté intérieure. La volonté de ne pas céder face à l'ennemi, son désir de reprendre le combat et de retrouver sa famille l'aide à "grignoter" chaque jour. Il récite alors quotidiennement la prière de madame Élisabeth, sœur du Roi Louis XVI: "Que m’arrivera-t-il aujourd’hui, ô mon Dieu ? Je n’en sais rien. Tout ce que je sais, c’est qu’il ne m’arrivera rien que vous n’ayez prévu, réglé et ordonné de toute éternité..."
Libéré le 2 mai 1945 à Wöbbelin, il rentre à Douarnenez en juillet 1945 après un passage au célèbre hôtel Lutetia, centre d'accueil des déportés et à l'hôpital de La Salpétrière où les médecins lui donnent peu de chances de survie. Revenu atteint physiquement, il garde cependant son énergie, sa foi et sa fidélité à l'Action française.

## Décorations et citation

### Rubans

Barrette de chevalier de la Légion d'honneur.
Médaille de la Résistance avec Rosette.
Croix de guerre 1939-1945.

## Après la guerre
Dès son rétablissement total, Luc Robet rejoint les services de renseignements militaires où il retrouve de nombreux résistants. Dans les années suivantes, il refuse les offres qui lui sont faites par différents partis en vue d'une élection à la députation ou au sénat. Journaliste publiciste et industriel, il consacre une grande part de son temps à la formation des jeunes, à la diffusion de la Doctrine sociale de l'Église et à la création d'établissements pour enfants en difficulté ou ayant un handicap.
Il demeure jusqu'à la fin de sa vie fidèle au principe monarchique et la chute du mur de Berlin marque pour lui la fin de la Seconde Guerre mondiale.